# 名山町
名山町（めいざんちょう）は、鹿児島県鹿児島市の町。郵便番号は892-0821。人口は296人、世帯数は198世帯（2020年10月1日現在）。
1965年（昭和40年）に築町の全部、六日町の一部、易居町の一部より設置された町である。同年より全域で住居表示を実施している。本項では1965年（昭和40年）の住居表示実施に伴う町の再編により町の全部が廃止され、名山町の一部となっている六日町（むいかまち）、築町（つきまち）についても記述する。
町域の東部には薩摩半島の南方沖、薩南諸島北部に位置する上三島の区域からなる自治体である鹿児島郡三島村の村役場（本庁舎）が設置されている（経緯は「#三島村役場の設置」を参照）。

## 地理
鹿児島市の中部、城山の麓に位置する。町域の北方には易居町、南方には泉町、金生町、西方には山下町、東方には本港新町にそれぞれ接している。
名山町は主に小規模な住宅用地、店舗併用住宅用地、商業用地からなる。町域の南端を東西に朝日通りと呼ばれる国道58号（鹿児島市-沖縄県那覇市）が通り、東部を南北に鹿児島県道204号鹿児島停車場線が通る。
東部には、日本でも3村しか存在しない自治体の区域外に所在している町村役場の1つである三島村役場が置かれている。

### 町名の由来
町名は江戸期頃に付近にあった名山堀に由来している。
名山堀は小川町の南部から山下町・名山町を抜ける全長約760m、幅約12mの堀であり、対岸にある桜島が堀に映り眺めがよかったことから名山堀と名付けられたという。現在、堀は埋め立てられており、みなと大通りなどに転用されている。

## 歴史

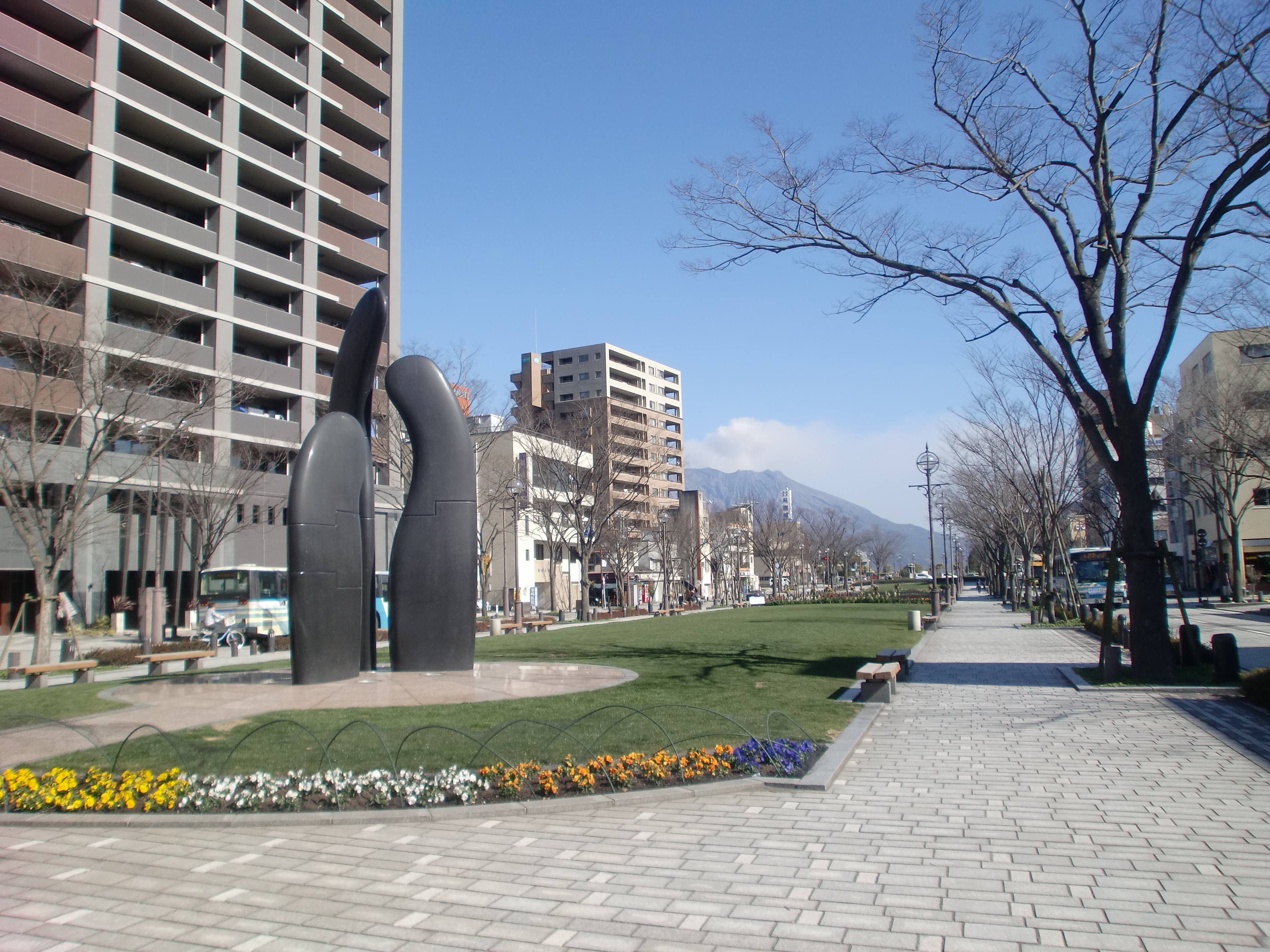
みなと大通りを鹿児島市役所側から桜島方面を望む。名山町は写真右手にあたる。かつては名山堀が流れていた。

現在の名山町は1889年（明治22年）の市制施行時の築町（つきまち）の全部、六日町（むいかまち）の一部、易居町の一部にあたる。

### 前史

#### 江戸時代
名山町の前身となる六日町、築町は江戸時代から見える町であり、共に鹿児島城下下町のうちであった。江戸時代の六日町は、広小路に薩摩藩の高札が設置されており、町内では毎月6のつく日に市が開かれていたという。築町は安永年間に海岸が埋め立てられた区域に成立した町であり、築町は築地町とも称されていた。

#### 明治時代以降
明治時代前期は六日町、築町ともに平民が多く住んでおり、町人街であった。明治時代になると築町には郡役所や銀行、商法会議所（商工会議所）が置かれた。
1877年（明治10年）には大区小区制による区長事務取扱所が築町に設置されたが、郡区町村編制法が施行されたのに伴いそれまでの大区小区制に変わり、郡制が敷かれ、1879年（明治12年）には築町に鹿児島郡、谿山郡、日置郡、熊毛郡、馭謨郡の5郡を管轄する郡役所が設置された。その後郡役所は1881年（明治14年）に山之口馬場に移転した。築町は明治時代後期には鹿児島港の玄関口として賑わいを見せ、六日町には郵便局と警察屯所が設置された。また、六日町は大正時代以降、鹿児島港に近い立地から商業地域となった。
1888年（明治21年）に公布された市制（明治21年法律第1号）に基づき、1889年（明治22年）2月2日に官報に掲載された「 市制施行地」（内務省告示第1号）によって鹿児島が市制施行地に指定された。3月5日には鹿児島県令第26号によって鹿児島郡のうち50町村が市制による鹿児島市の区域と定められ、4月1日に市制が施行されたのに伴い、鹿児島郡50町村（山下町、平之馬場町、新照院通町、長田町、冷水通町、上竜尾町、下竜尾町、池之上町、鼓川町、稲荷馬場町、清水馬場町、春日小路町、車町、恵美須町、小川町、和泉屋町、浜町、向江町、栄町、柳町、易居町、中町、金生町、東千石馬場町、西千石馬場町、汐見町、泉町、築町、生産町、六日町、新町、松原通町、船津町、呉服町、大黒町、堀江町、住吉町、新屋敷通町、加治屋町、山之口馬場町、樋之口通町、薬師馬場町、鷹師馬場町、西田町、上之園通町、高麗町、下荒田町、荒田村、西田村、塩屋村）の区域より鹿児島市が成立した。それまでの六日町、築町、易居町はそれぞれ鹿児島市の町となった。
1897年（明治30年）に六日町に鹿児島県最初の電気事業者である鹿児島電気株式会社が設立され鹿児島市及び周辺自治体に電気の送電が始められ、1910年（明治43年）には築町に鹿児島瓦斯株式会社（日本ガスの前身）が設立され、ガスの供給が始まった。また、「鹿児島市史第2巻」によると1924年（大正13年）時点では築町、六日町の全戸数に対して殆どが商店であり、商業区域であると記載されている。

#### 三島村役場の設置
第二次世界大戦後の1947年（昭和22年）12月25日、稲荷町12番地（1946年2月24日設置）に設置されていた十島村仮役場が築町52番地へ新たに庁舎を建設して移転した。十島村（じっとうそん）はトカラ列島と上三島から構成される村であったが、第二次世界大戦終戦後の1946年（昭和21年）に十島村のうち役場がある中之島を含む北緯30度以南のトカラ列島が日本国政府の行政権下から分離されアメリカ合衆国の統治下に置かれたことにより、十島村の区域のうち日本国政府の行政権下に残り村役場を失った北緯30度以北の上三島の区域を管轄する村の仮役場を鹿児島市稲荷町に設置した。1947年（昭和22年）12月25日に築町52番地へ新たに庁舎を建設して移転した。
築町に役場を置いた十島村は、1952年（昭和27年）に北緯30度以南から北緯29度以北までの区域がアメリカ合衆国による統治より日本国の行政権下に復帰したが（本土復帰）、政令によって復帰した区域をもって新たに十島村（としまむら）が設置されたため、上三島の区域は北緯30度以北に区域を変更し、同時に村名を三島村（みしまむら）に改称し、築町に設置されていた十島村仮役場は三島村役場となった。

### 名山町の設置

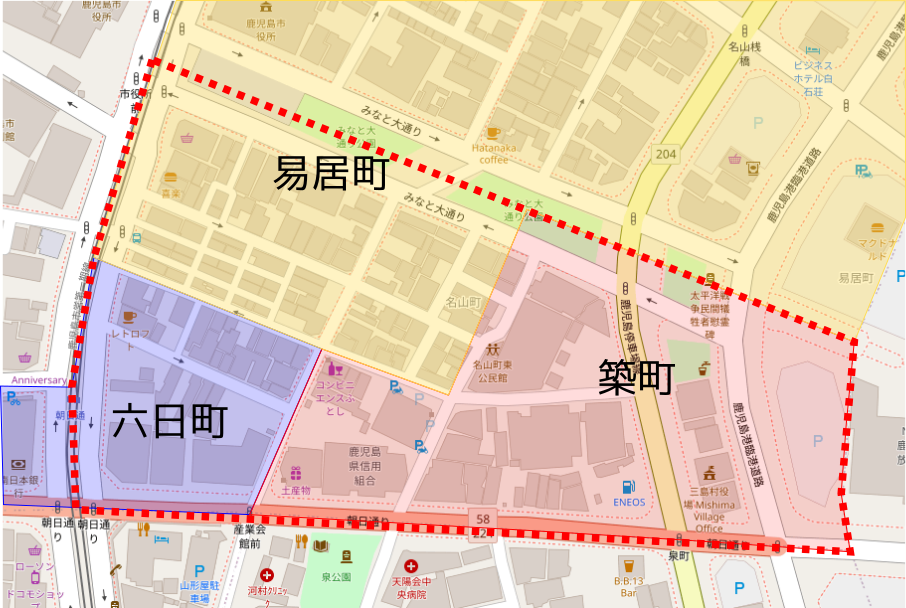
町の再編前後の名山町の地図。
赤の破線が現在の名山町の区域を示し、青色の区域が旧六日町、赤色の区域が旧築町、黄色の区域が易居町である。

1962年（昭和37年）に住居表示に関する法律が施行されたのに伴い、鹿児島市は鹿児島市街地域の住居表示に着手した。1965年（昭和40年）7月20日に六日町、築町、易居町を含む区域で住居表示を実施することとなり、住居表示の実施に合わせて築町の全域及び、六日町、易居町の各一部の区域より「名山町」が新たに設置された。また六日町の一部は山下町に編入され、築町及び六日町は廃止された。

### 町域の変遷
| 実施後         | 実施年             | 実施前                     |
| -------------- | ------------------ | -------------------------- |
| 名山町（新設） | 1965年（昭和40年） | 築町（全域）               |
| 名山町（新設） | 1965年（昭和40年） | 易居町（一部）             |
| 名山町（新設） | 1965年（昭和40年） | 六日町（電車通りより東側） |
| 山下町（編入） | 1965年（昭和40年） | 六日町（電車通りより西側） |

## 産業

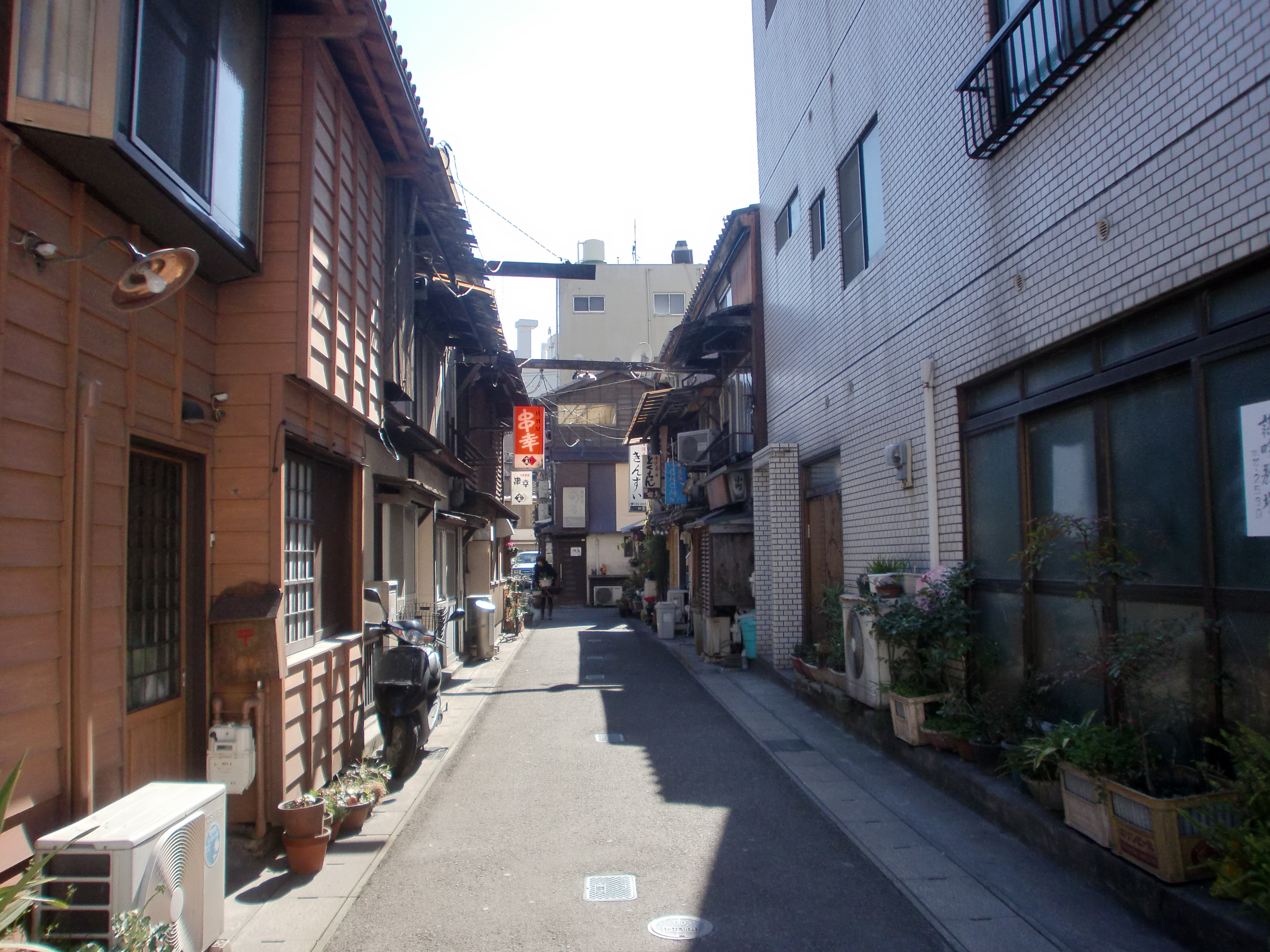
飲食店が軒を連ねる名山堀

### 商業
名山堀と呼ばれる下町の飲み屋が連なる地区があり、「赤ちょうちん」と呼ばれる飲み屋が立ち並ぶ。木造建築の狭い長屋が連なり古き良き昭和の下町として地元メディアなどで紹介されている。名山町に本社を置く鹿児島酒造が販売している焼酎「名山堀」は名山町の地域活性化のために通り会、町内会とともに開発した商品であり、名山堀の地域限定で販売されている。

## 人口
以下の表は国勢調査による小地域集計が開始された1995年以降の人口の推移である。
| 年                 | 人口 |
| ------------------ | ---- |
| 1995年（平成7年）  | 487  |
| 2000年（平成12年） | 408  |
| 2005年（平成17年） | 415  |
| 2010年（平成22年） | 339  |
| 2015年（平成27年） | 316  |
| 2020年（令和2年）  | 296  |

## 施設

### 公共
- 三島村役場（1947年12月25日設置[30]）
- ソフトプラザかごしま
鹿児島市により建設された情報関連産業の育成と支援を目的とした拠点として2001年（平成13年）に開設された[42]。
- 港公園

### 教育
- 天陽会保育園

### 金融
- 鹿児島信用金庫本店
- 日本政策金融公庫鹿児島支店
- SMBC日興証券鹿児島支店

### その他
- 鹿児島県地域振興公社
- 鹿児島県産業会館
  - 鹿児島県商工会連合会[43]
  - 鹿児島県中小企業団体中央会[43]
  - 日本貿易振興機構鹿児島貿易情報センター[43]
  - 鹿児島県経営者協会[43]
  - 鹿児島経済同友会[43]
  - 公益財団法人かごしま産業支援センター[43]
  - 公益社団法人鹿児島県工業倶楽部[43]
  - 鹿児島県商店街振興組合連合会[43]
  - 鹿児島県信用保証協会[43]
- 西日本新聞鹿児島総局
- 九州電力名山変電所

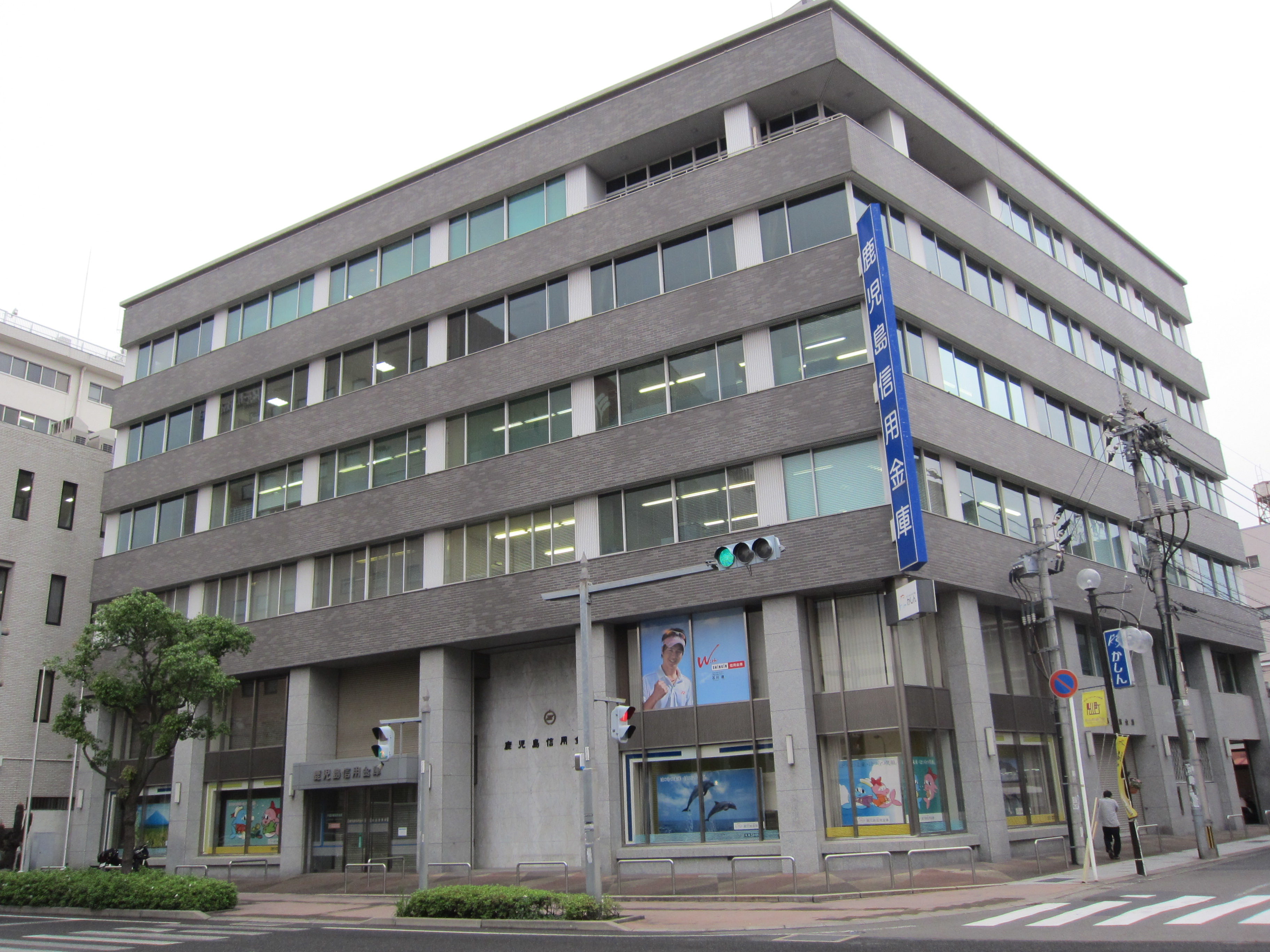
鹿児島信用金庫本店の外観
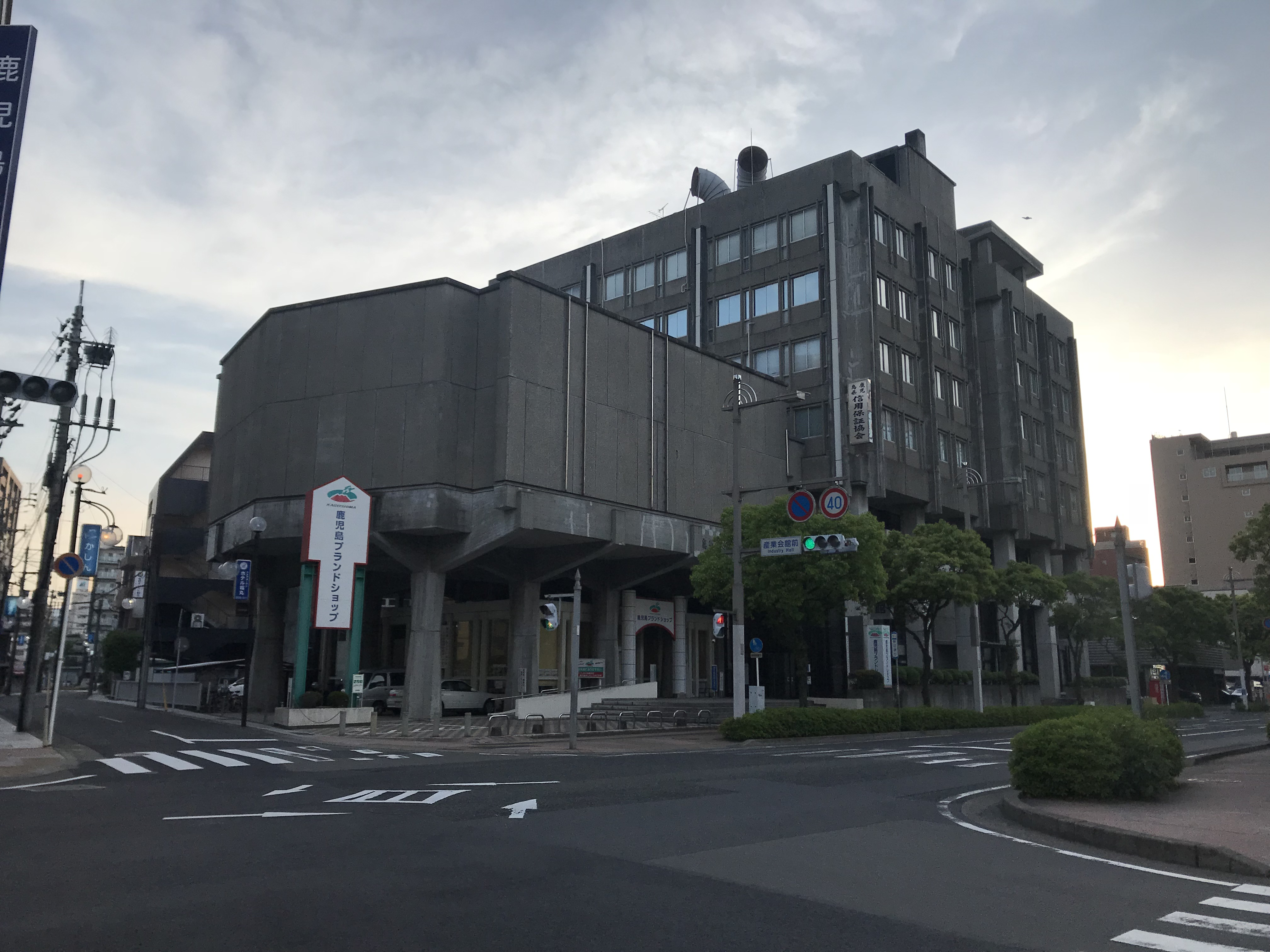
鹿児島県産業会館

## 教育

### 学区
市立小・中学校の学区（校区）は以下の通りである。
| 町丁   | 番・番地 | 小学校               | 中学校               |
| ------ | -------- | -------------------- | -------------------- |
| 名山町 | 全域     | 鹿児島市立名山小学校 | 鹿児島市立長田中学校 |

## 交通

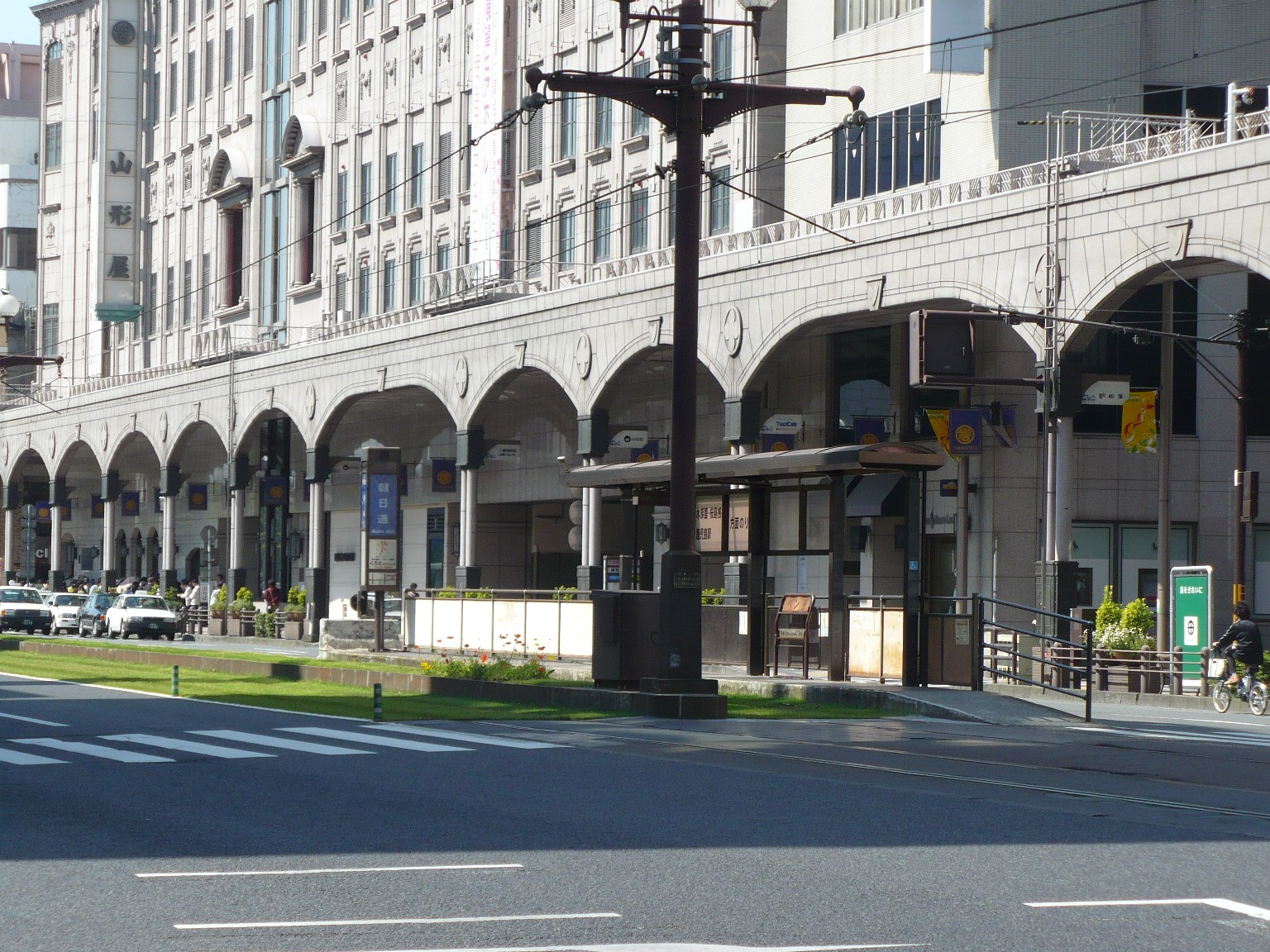
金生町との境界上に位置する朝日通電停

### 道路
一般国道
- 国道58号

一般県道
- 鹿児島県道204号鹿児島停車場線

### 鉄道
鹿児島市交通局鹿児島市電1系統・2系統
- 朝日通電停